# Piaskówka chuda
Piaskówka chuda (Psammomys vexillaris) – gatunek ssaka z podrodziny myszoskoczków (Gerbillinae) w obrębie rodziny myszowatych (Muridae). Gatunek często mylony z piaskówką tłustą.

## Zasięg występowania
Piaskówka chuda występuje w suchych regionach północno-wschodniej Algierii, Tunezji i północno-zachodniej Libii.

## Taksonomia
Gatunek po raz pierwszy zgodnie z zasadami nazewnictwa binominalnego opisał w 1925 roku brytyjski zoolog Oldfield Thomas nadając mu nazwę Psammomys vexillaris. Holotyp pochodził z Bu Njem, w Libii.
P. vexillaris łatwo pomylić z P. obesus, a niektórzy autorzy nadal wątpią w zasadność statusu gatunkowego P. vexillaris pomimo różnic chromosomowych. Geometryczne badanie morfometryczne przeprowadzone w 2016 roku potwierdziło, że oba gatunki są rozróżnialne w Tunezji. Autorzy Illustrated Checklist of the Mammals of the World uznają ten takson za gatunek monotypowy.

### Etymologia
- Psammomys: gr. ψαμμος psammos „piasek”; μυς mus, μυος muos „mysz”[9].
- vexillaris: łac. vexillarius „chorąży”, od vexillum „flaga, sztandar”, od velum „żagiel”; przyrostek zdrabniający -illum[10].

## Morfologia
Długość ciała (bez ogona) 115–130 mm, długość ogona 80–120 mm, długość ucha 10–12 mm, długość tylnej stopy 30–35 mm; brak szczegółowych danych dotyczących masy ciała. 

## Ekologia
Piaskówka chuda zamieszkuje pustynne obszary północnej Afryki porośnięte drobnymi halofitami (komosowate). 